# Première Division 2024-2025 (Burkina Faso)
La Première Division 2024-2025 è stata la 63ª edizione della massima divisione del campionato burkinabé di calcio. Il campionato è iniziato il 5 ottobre 2024 ed è terminato il 20 maggio 2025. L'AS Douanes Ouagadougou era la squadra campione in carica, avendo vinto il suo secondo titolo nazionale nella stagione 2023-2024.
La competizione è stata vinta dal Rahimo, che ha celebrato il suo secondo campionato nazionale.

## Stagione

### Novità
Dalla stagione precedente sono state retrocesse Royal e KOZAF, ultime due classificate del campionato. Al loro posto sono state promosse Comoé e Royal, prime due classificate della seconda divisione.

### Formula
Le 16 squadre partecipanti giocano un girone all'italiana con partite di andata e ritorno, per un totale di 30 giornate. Al termine della stagione, la prima classificata è campione del Burkina Faso e si qualifica per la CAF Champions League 2025-2026, mentre la seconda classificata si qualifica per la Coppa della Confederazione CAF 2025-2026. Le ultime due classificate vengono invece retrocesse in seconda divisione.

## Squadre partecipanti
| Squadra                | Città          | Stagione precedente       |
| ---------------------- | -------------- | ------------------------- |
| ASECK                  | Koudougou      | 8° in Première Division   |
| ASFA-Yennenga          | Ouagadougou    | 9° in Première Division   |
| ASF Bobo               | Bobo-Dioulasso | 12° in Première Division  |
| AS Douanes Ouagadougou | Ouagadougou    | Campione del Burkina Faso |
| Comoé                  | Banfora        | Seconda divisione         |
| Étoile Ouagadougou     | Ouagadougou    | 6° in Première Division   |
| Majestic               | Manga          | 2° in Première Division   |
| Rahimo                 | Bobo-Dioulasso | 7° in Première Division   |
| RC Bobo                | Bobo-Dioulasso | 14° in Première Division  |
| R.C. Kadiogo           | Ouagadougou    | 11° in Première Division  |
| Royal                  | Ouagadougou    | Seconda divisione         |
| Salitas                | Ouagadougou    | 5° in Première Division   |
| SONABEL                | Ouagadougou    | 3° in Première Division   |
| Sporting Cascades      | Niangoloko     | 4° in Première Division   |
| USFAN                  | Ouagadougou    | 13° in Première Division  |
| Vitesse                | Bobo-Dioulasso | 10° in Première Division  |

## Classifica
|                         | Pos. | Squadra                | Pt | G  | V  | N  | P  | GF | GS | DR  |
| ----------------------- | ---- | ---------------------- | -- | -- | -- | -- | -- | -- | -- | --- |
| Burkina Faso (bandiera) | 1.   | Rahimo                 | 56 | 30 | 16 | 8  | 6  | 46 | 25 | +21 |
|                         | 2.   | SONABEL                | 53 | 30 | 14 | 11 | 5  | 32 | 16 | +16 |
|                         | 3.   | USFAN                  | 51 | 30 | 13 | 12 | 5  | 30 | 21 | +9  |
|                         | 4.   | ASF Bobo               | 42 | 30 | 10 | 12 | 8  | 28 | 23 | +5  |
|                         | 5.   | AS Douanes Ouagadougou | 41 | 30 | 9  | 14 | 7  | 28 | 22 | +6  |
|                         | 6.   | Royal                  | 41 | 30 | 10 | 11 | 9  | 29 | 30 | -1  |
|                         | 7.   | Majestic               | 39 | 30 | 9  | 12 | 9  | 26 | 26 | 0   |
|                         | 8.   | RC Bobo                | 39 | 30 | 9  | 12 | 9  | 25 | 26 | -1  |
|                         | 9.   | Vitesse                | 38 | 30 | 9  | 11 | 10 | 35 | 27 | +8  |
|                         | 10.  | Sporting Cascades      | 38 | 30 | 8  | 14 | 8  | 27 | 26 | +1  |
|                         | 11.  | ASFA-Yennenga          | 38 | 30 | 10 | 8  | 12 | 23 | 26 | -3  |
|                         | 12.  | R.C. Kadiogo           | 35 | 30 | 9  | 8  | 13 | 19 | 30 | -11 |
|                         | 13.  | Étoile Ouagadougou     | 33 | 30 | 8  | 9  | 13 | 25 | 31 | -6  |
|                         | 14.  | Salitas                | 33 | 30 | 9  | 6  | 15 | 29 | 36 | -7  |
|                         | 15.  | Comoé                  | 31 | 30 | 7  | 10 | 13 | 28 | 41 | -13 |
|                         | 16.  | ASECK                  | 29 | 30 | 7  | 8  | 15 | 19 | 43 | -24 |

Legenda
      Campione del Burkina Faso e ammessa alla CAF Champions League 2025-2026.
      Ammessa alla Coppa della Confederazione CAF 2025-2026.
      Retrocessa in seconda divisione 2025-2026.
Note:
Tre punti a vittoria, uno a pareggio, zero a sconfitta.